# Ghamr (huyện)
Huyện Ghamr là một huyện thuộc tỉnh Sa`dah, Yemen. Đến thời điểm năm 2003, huyện này có dân số 19718 người